# Siebenhöf
Siebenhöf (früher auch Siebenhof) ist eine Ortschaft und eine Katastralgemeinde der Marktgemeinde Langschlag im Bezirk Zwettl in Niederösterreich.

## Geografie
Die Streusiedlung befindet sich am nordöstlichen Anhang des Liesenberges (986 m ü. A.), liegt an der Böhmerwald Straße und besteht weiters aus dem Weiler Sperrhof und den Einzellagen Braunhof, Frauenwies, Klein-Frauenwies und Perlhof.

## Geschichte
Der Ort wird spätestens 1751 zum ersten Mal schriftlich erwähnt, der Name bezieht sich auf die 7 ursprünglich bestehenden Waldhufen (Sperrhof, Pangrazelhof, Bruckhof, Entershof, Braunhof, Kagerhof, Frauenwieserhof).
Im Eintrag der Josephinischen Fassion aus Jahre 1786/87 gab es im heutigen Ort 19 Häuser.
Im Jahr 1822 wurde der Ort als Dorf mit insgesamt 21 Häusern genannt, das nach Langschlag eingepfarrt war, wohin auch die Kinder eingeschult wurden. Die Herrschaft Großpertholz besaß die Ortsobrigkeit, die Herrschaft Weitra übte die Landgerichtsbarkeit aus, die Herrschaft Großpertholz besorgte die Konskription und hatte die Grundherrschaft inne.
1820 wurde im Ort eine Volkschule erbaut, diese bestand bis 1849. 1876 wurde die Schule neu errichtet, diese bestand dann bis 1972. 1884 wurde die heute bestehende Kapelle erbaut. 
Nach der Entstehung der Ortsgemeinden 1849 wurde der Ort eine eigenständige Gemeinde, zu dieser zählten auch noch die Orte Bruderndorf und Bruderndorfer Waldhäuser.
Am 11. März 1920 kam es zur Abspaltung der Gemeinde Bruderndorf, bei Siebenhöf verblieben die Katastralgemeinde Bruderndorferwald sowie die Einzellagen Kagerhof und Braunhof.
Laut Adressbuch von Österreich waren im Jahr 1938 in der Ortsgemeinde Siebenhöf ein Schuster und mehrere Landwirte ansässig.
1955 wurde der Ort elektrifiziert.
Im Zuge der Niederösterreichischen Kommunalstrukturverbesserung wurde der Ort durch die Auflösung der Gemeinde Siebenhöf am 1. Januar 1967 ein Teil der Gemeinde Langschlag.

## Siedlungsentwicklung
Zum Jahreswechsel 1979/1980 befanden sich in der Katastralgemeinde Siebenhöf insgesamt 54 Bauflächen mit 21.216 m² und 4 Gärten auf 8.523 m², 1989/1990 gab es 53 Bauflächen. 1999/2000 war die Zahl der Bauflächen auf 137 angewachsen und 2009/2010 bestanden 91 Gebäude auf 139 Bauflächen.

## Bodennutzung
Die Katastralgemeinde ist landwirtschaftlich geprägt. 404 Hektar wurden zum Jahreswechsel 1979/1980 landwirtschaftlich genutzt und 364 Hektar waren forstwirtschaftlich geführte Waldflächen. 1999/2000 wurde auf 317 Hektar Landwirtschaft betrieben und 437 Hektar waren als forstwirtschaftlich genutzte Flächen ausgewiesen. Ende 2018 waren 285 Hektar als landwirtschaftliche Flächen genutzt und Forstwirtschaft wurde auf 456 Hektar betrieben. Die durchschnittliche Bodenklimazahl von Siebenhöf beträgt 11,8 (Stand 2010).